# Macrophthalmothrips helenae
Macrophthalmothrips helenae är en insektsart som beskrevs av Ian A. Hood 1934. Macrophthalmothrips helenae ingår i släktet Macrophthalmothrips och familjen rörtripsar. Inga underarter finns listade i Catalogue of Life.